# تل تبلة
تل تبلة أو تل تبللة (فرنوفيس تاريخياً، بالإغريقية: Φερνουφις) كانت مدينة في مصر القديمة، على مصب الفرع المنديسي لنهر النيل، عند حافة اللسان الممتد من بحيرة المنزلة التى تقع إلى الشمال. كانت عاصمة المقاطعة الفرنوفية العليا التي حملت نفس الاسم. وُجدت المدينة في موقع برنوفا، وهي قناة أو حوض للري يقع على بعد 3.5 كم (2.2 ميل) جنوب غرب دكرنس، داخل أراضي طناح، ولكن غطى العمران الحديث الموقع منذ ذلك الحين.

## التسمية
| D21 · Z1 · N36 | F35 | X1 · O49 |

| D21 · Z1 · N36 | F35 | X1 · O49 |

كان الاسم في الأصل رع-نفر أي «الفم الجميل». وهو يمثل استمراراً للاسم الأصلي لمدينة تل تبله (تعرف أيضاً باسم تل بله وتباله وتل بالالا) القريبة والتي كانت تُعرف باسم «رو-نفر»، عاصمة المقاطعة الأصلية. ويحتفظ موقع برنوفا بهذا الاسم القديم. من المحتمل أنه بعدما أصبح معنى الاسم المصري القديم مبهم للسكان المحليين الناطقين بالعربية، أُعيد تفسيره على أنه يشير إلى نبات البرنوف بالعربية.

## الموقع
تتبع تبلله مركز دكرنس بمحافظة الدقهلية، ويقع على بعد حوالي 20 كم شمال شرق المنصورة، وحوالي 12 كم إلى الشمال من العاصمة المصرية القديمة منديس (تل الربع حالياً)، ويبعد عن قرية تانة 3 كم وبنفس المسافة عن قرية ميت فارس. تبلغ مساحة التل حوالى 12 فداناً، تخضع للمجلس الأعلى للآثار.

## التاريخ
ارتبط تل تبلله بعبادة الإله أوزوريس وكان له معبد بها باسم حوت-غس. ظل التل مأهولاً بالسكان طوال العصر الفرعوني وحظي الموقع باهتمام ملوك الأسرة الحادية والعشرين ومن بعدهم ملوك الأسرتين الخامسة والعشرين والسادسة والعشرين.
مثل التل في أواخر الدولة القديمة ميناءً لمدينة منديس؛ حيث يقع موازياً للفرع المنديسي، وتصله بالفرع الدمياطى قناة مائية تمتد حتى بحيرة المنزلة؛ مما أتاح لقاطني التل التبادل التجاري والثقافي مع شعوب البحر المتوسط وبالأخص اليونان حيث تشير إلى ذلك القطع الفخارية المكتشفة بالتل. لكن الموقع تعرض للتدمير إبان الغزو الفارسي لمصر وخدم كجبانة رئيسية خلال العصرين اليوناني والروماني.
تأكد ذكر فرنوفيس في المصادر اليونانية من القرن الثالث قبل الميلاد إلى القرن الرابع الميلادي. أدت الترسيبات إلى اختفاء موقع تل تبلله القديم على الساحل بحلول العصر الروماني، لتنتقل المستوطنة إلى موقع برنوفا. (كانت هذه عملية مشابهة للانتقال من منديس إلى ثمويس كعاصمة للإقليم). استُخدم تل تبلله خلال هذه الفترة كمحجر لمواد البناء.

## الحفريات
شهد التل عدداً من الحفريات منها:
- حفائر جامعة تورنتو (1999-2003)
- تفتيش آثار الدقهلية في أعوام (1989، 1992، 2003، 2010، 2014)
- جامعة المنصورة وتفتيش آثار الدقهلية (2018)

## للاستزادة
- تمائم تل تبلله وعلاقتها بعبادة أوزيريس - مجلة بحوث كلية الآداب، أ.د. أيمن وهبي طاهر ود. محمد علي عبد المولى، جامعة المنصورة